# 185039 Alessiapossenti
185039 Alessiapossenti este o planetă minoră (asteroid) din centura de asteroizi. A fost descoperită pe 30 august 2006 la Borbona de Vincenzo Silvano Casulli⁠(d). 
Obiectul prezintă o orbită caracterizată de o semiaxă mare de 2,6473972913962 UAi, o excentricitate de 0,09, o înclinație de 1,3 ° în raport cu ecliptica.